# Лилли, Дэвид
Дэ́вид Ли́лли (англ. David Lilley, род. 19 октября 1975 года в Эбберне, Северо-Восточная Англия) — английский профессиональный снукерист.

## Карьера
Дэвид Лилли имеет весьма успешную любительскую карьеру. В 1995 году выиграл чемпионат Европы, победив в финале Дэвида Грэя, 8:7; трижды был победителем (1997, 1999 2004) и трижды финалистом (2000, 2007 и 2017) Чемпионата Англии по снукеру среди любителей. В 1995 и 1999 он становился финалистом чемпионата мира IBSF (в финалах уступил Сакчай Сим-Нгам и Иану Прису со счётом 7:11 и 8:11 соответственно),. 
В 2001 году Дэвид Лилли получил статус профессионального игрока, однако в мэйн-туре играл всего в нескольких сезонах и с 2016 года, но никаких значимых успехов не добился. В 2021 году выиграл Чемпионат мира по снукеру среди ветеранов — это и есть единственный выигранный им турнир и наивысшее достижение на профессиональном поприще.